# Gilbert Kenneth Jenkins
Gilbert Kenneth Jenkins (Bristol, 2 luglio 1918 – Londra, 22 maggio 2005) è stato uno storico e numismatico britannico.
È stata una delle figure di primo piano nella numismatica del XX secolo. È stato l'esperto più importante della generazione del dopoguerra nello studio di monete e medaglie greche e divenne conservatore del dipartimento di monete e medaglie al British Museum nel 1965.

## Biografia
Gilbert Kenneth Jenkins ha iniziato i suoi studi alla Bloxham School. Avendo ottenuto una borsa di studio al Corpus Christi College, dove studiava storia classica, si trasferì a Oxford nel 1936, dove frequentò l'Heberden Coin Room dell'Ashmolean Museum e dove ebbe l'occasione di incontrare i noti numismatici Edward Robinson e Humphrey Sutherland che lo introdussero alla loro disciplina.
I suoi studi a Oxford furono interrotti dalla Seconda guerra mondiale, durante la quale prestò servizio come ufficiale nella Royal Artillery dal 1944 al 1946, volando come pilota da ricognizione nel Sud Est Asiatico, in particolare in India e in Birmania.
Nel 1946, tornato a Oxford, ottenne il suo diploma e fu assunto al Department of Coins and Medals del British Museum con responsabilità per la collezione delle monete greche. Poco dopo il suo arrivo al museo, Jenkins incontrò, diventandone amico, il giovane studioso indiano A. K. Narain, che studiava alla Scuola di Studi Orientali e Africani, dove stava scrivendo la sua tesi di dottorato sulle monete degli antichi regni greci nei territori dei moderni Afghanistan, Pakistan e India. Il coinvolgimento di Jenkins in questo lavoro gli permise di ottenere nel 1965 la nomina di keeper (curatore) del dipartimento, carica che tenne fino al 1978.
Durante il primo decennio di lavoro al British Museum, Jenkins costruì rapidamente le proprie competenze e la propria reputazione sviluppando la raccolta attraverso nuove acquisizioni, riferite regolarmente al British Museum Quarterly, che gli permise di ottenere dal 1956 è la carica di Vice-capo dipartimento. Nel secondo decennio spostò la sua attenzione al mondo greco occidentale, concentrandosi sulle antiche monetazioni della Sicilia, del Nord Africa e della Spagna.
Dal 1950 al 1955, fu direttore aggiunto della redazione della rivista Journal of Hellenic Studies.
Nel 1957 pubblicò uno studio su un tesoro di monete cartaginesi trovate nel sud della Francia. Questa ricerca gli rivelò la carenza degli studi in questa importante regione antica. Fu introdotto alla monetazione celtica della penisola iberica da George Miles, decano di monetazione orientale presso la American Numismatic Society di New York. Dopo articoli più brevi su questo argomento, intraprese un grande progetto di ricerca sulle monete in metalli preziosi di Cartagine (lavorando con RB Lewis), che permise di creare una cronologia precisa e un sistema esatto sulla monetazione di Cartagine.
Nel periodo 1964-1965, fu redattore aggiunto del giornale Numismatic Chronicle.
Dal 1964 al 1974 fu segretario onorario della Royal Numismatic Society, di cui divenne membro onorario nel 1980. Nel 1975 gli fu conferita la medaglia della Royal Numismatic Society.
Gli ambiti di studio di Gilbert Kenneth Jenkins coprono l'insieme delle civiltà antiche: monete celtiche delle Spagna, monete greche dell'Italia, della Sicilia, dell'Africa del nord, dell'Asia Minore, di Corinto, Creta, Rodi.
He realizzato cataloghi per collezioni privati e pubbliche in Europa, ha redatto numerose note e articoli e ha partecipato attivamente a seminari e convenzioni internazionali.
Il libro Ancient Greek Coins, pubblicato nel 1972 è stato ristampato e costituisce un documento fondamentale per la monetazione greca.
Ha sposato Cynthia Scott nel 1939 e insieme hanno avuto un figlio e due figlie. Morì a Londra nel 2005.

## Monetazione etrusca
Gilbert Kenneth Jenkins ha pubblicato, sull'argomento, due lavori ben documentati. Riguardo alla datazione ha affermato che:
(Jenkins, 1955)
Jenkins indicò che la serie di Populonia di valore di X e XX unità probabilmente rifletteva l'andamento del bronzo dell'Italia centrale. Trovò che i bronzi etruschi erano "databili con una certa tolleranza...ebbero una riduzione da trientale a sestantale", ma trovò anche poco possibile che l'argento e il bronzo avessero corso parallelamente a causa dello stile così differente.
In seguito Jenkins confermò la datazione precedente delle monete da X unità, ma rifiutò l'ipotesi di Laura Breglia dell'uso di uno standard ponderale asiatico e quelle di Walther Giesecke di un piede basato sulla litra di origine della Calcidica, optando per uno standard basato sullo scrupolo e il doppio - scrupolo per l'Etruria interna.

## Pubblicazioni
- The Coin Types of the Saka-Pahlava Kings of India, Varanasi, 1957.
- Principal Coins of the Greeks, 1959.
- Carthaginian Gold and Electrum Coins, con R. B. Lewis, Londra, 1963.
- The Coinage of Abdera,  con Colin M. Kraay, 1966.
- Survey of Numismatic Research 1960-1965, INC Copenaghen 1967.
- Essays in Greek Coinage presented to Stanley Robinson,  con C. M. Kraay, 1968.
- The Coinage of Gela, Antike Münzen und Geschnittene Steine II, Berlin, 1970.
- Ancient Greek Coins, 1972.
- Survey of Numismatic Research 1966-1971, INC New York 1973.
- The Coinage of Kamarina, con Ulla Westermark,  Londra, 1980
- Coins of Punic Sicily, 1997.

## Premi
- Medaglia Akbar della Numismatic Society of India, 1966.
- Medaglia d'argento della Royal Numismatic Society, 1975.
- Medaglia Huntington della American Numismatic Society, 1976.
- Medaglia onoraria del German Archaeological Institute et de l'INC.